# ايبي نيلسن
ايبي نيلسن (بالدنماركية: Ebbe Nielsen)‏ هو عالم بقشريات الأجنحة دنماركي، ولد في 7 يونيو 1950، وتوفي في 7 مارس 2001 بسبب نوبة قلبية.